# Maasdam (sýr)
Maasdam (Maasdamský sýr, Maasdamer) je sýr původem z Nizozemska s typickými dutinami (oky) uvnitř. Jedná se o napodobeninu švýcarského ementálu. Obsah tuku v sušině je 45 %.

## Historie
Maasdamský sýr vznikl v Nizozemsku v 80. letech 20. století, pojmenování nese po obci Maasdam v Jižním Holandsku.

## Zrání
Maasdamský sýr zraje 1-3 měsíce.

## Galerie

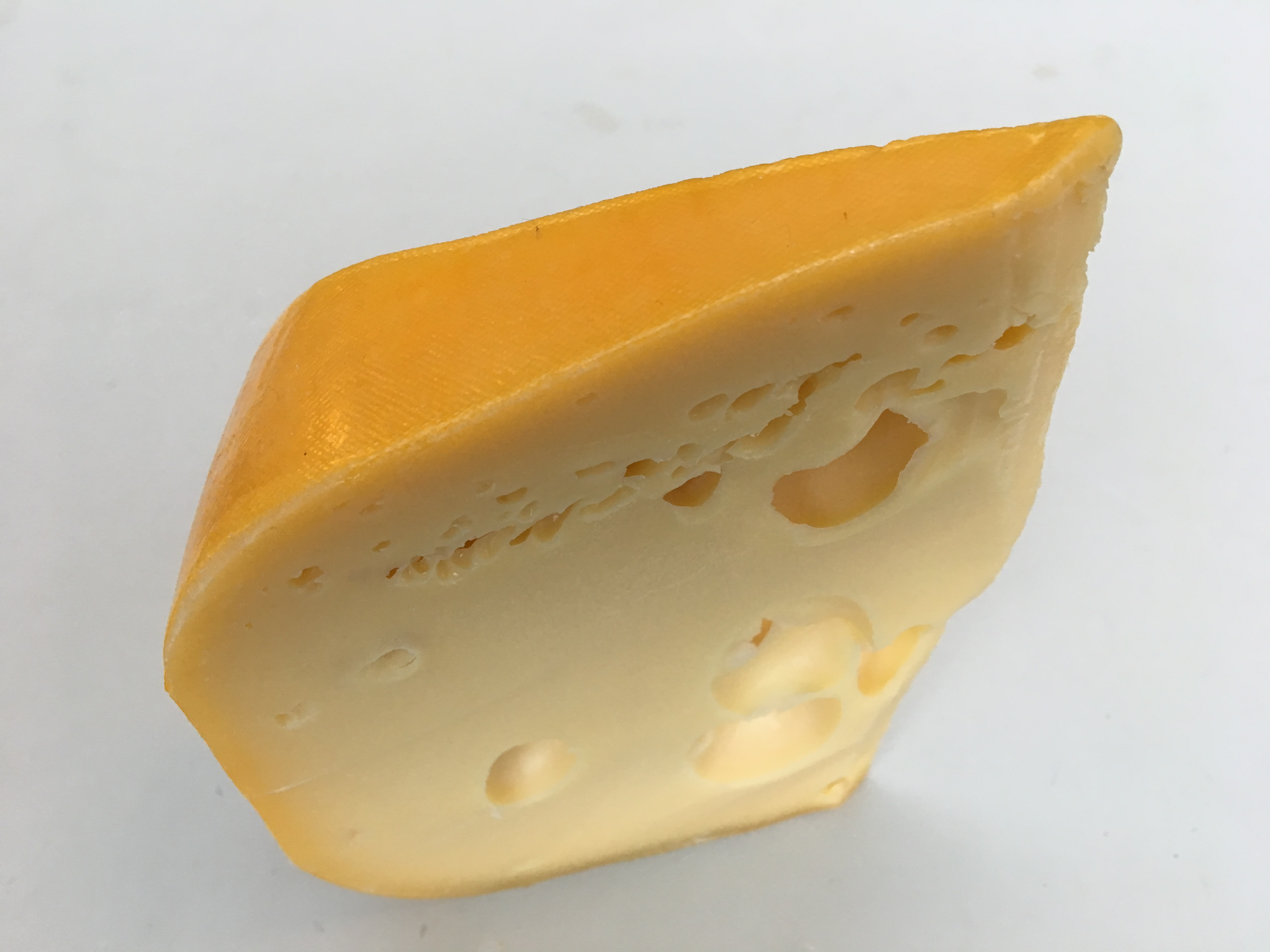
Maasdam
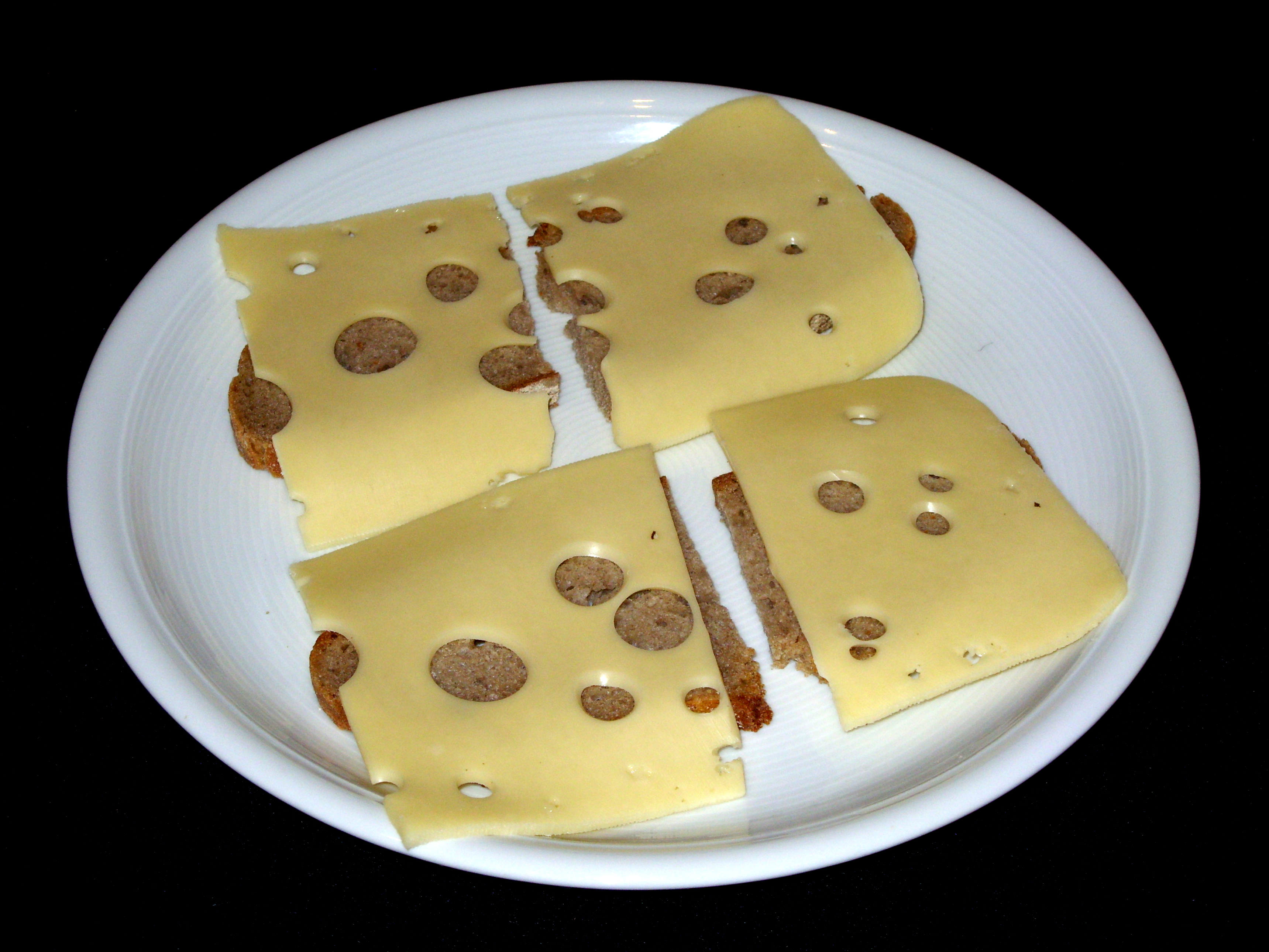
Maasdamský sýr na chlebu
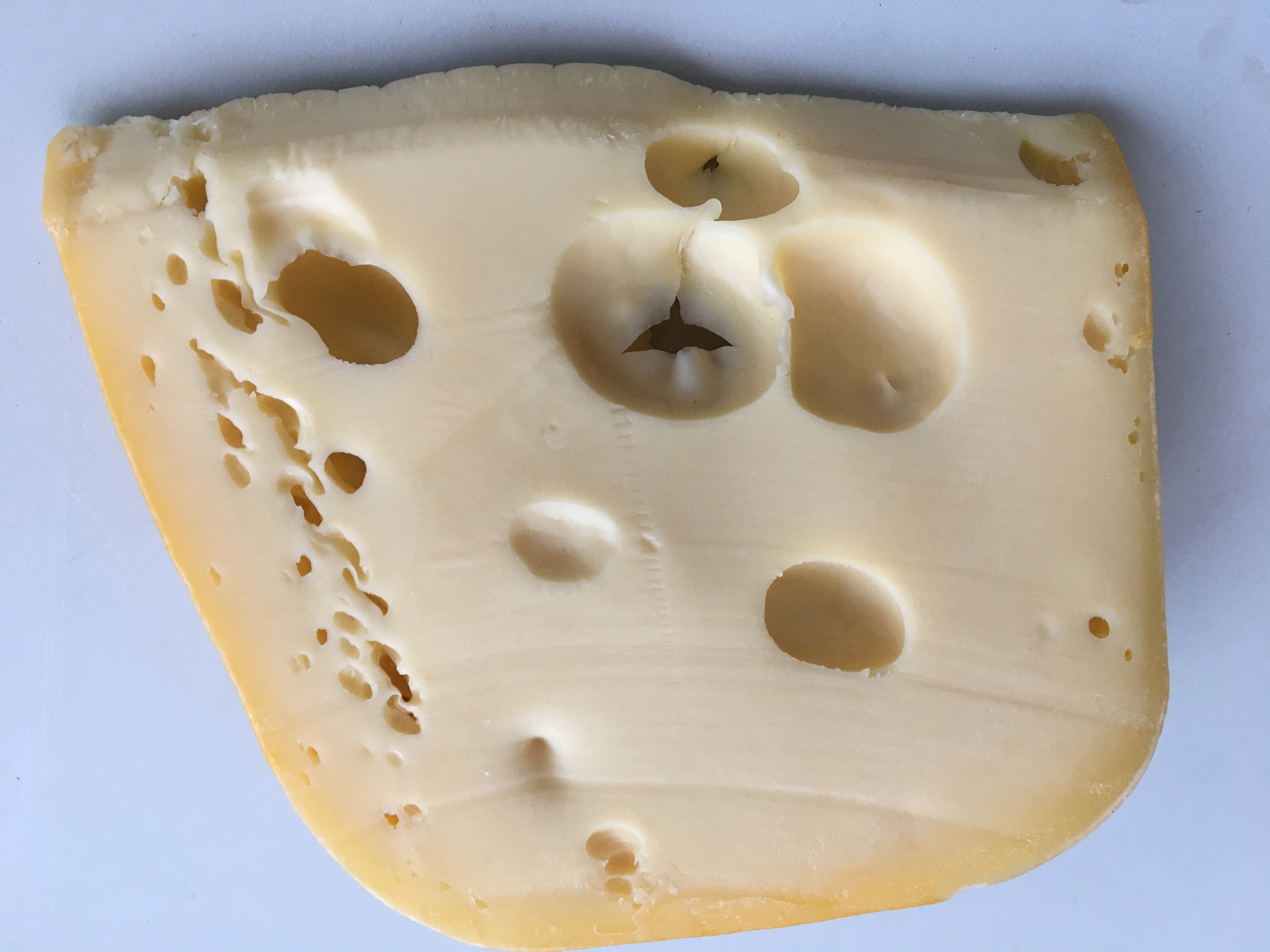
Maasdam, struktura